# 天主教蒂勒教區
天主教蒂勒教區（拉丁語：Dioecesis Tutelensis）是法國一個羅馬天主教教區，屬普瓦捷總教區。 
教區於1317年8月13日成立，位於科雷茲省，2010年有教友219,000人（佔轄區總人口90.6%）、296個堂區、七十三名司鐸。現任教區主教為方濟·貝斯蒂翁。